# Henning Berg (Fußballspieler)
Henning Stille Berg (* 1. September 1969 in Eidsvoll) ist ein norwegischer Fußballtrainer und ehemaliger -spieler.

## Spielerkarriere
Der ehemalige Innenverteidiger begann seine Profifußballerkarriere 1988 bei Vålerenga Oslo in der höchsten norwegischen Liga. Von 1991 bis 1993 war Berg bei Lillestrøm SK unter Vertrag. 1993 wechselte der Norweger zu den Blackburn Rovers nach England. Er wurde mit den Rovers 1995 englischer Meister. 1997 wechselte er zu Manchester United. Mit den Red Devils gewann er 1999 das Triple (Meister, Pokalsieger und Champions-League-Sieger) und eine weitere Meisterschaft 2000. Im neuen Jahrtausend ging er wieder zurück zu den Blackburn Rovers. Berg wurde mit den Rovers 2002 englischer League-Cup-Sieger. Seine letzte Saison als Spieler machte er bei den Glasgow Rangers 2003/04. International gehört der Norweger zum elitären Kreis der Spieler, die hundert oder mehr Spiele für ihr Heimatland bestritten haben. Berg spielte genau 100 Länderspiele für Norwegen und erzielte dabei neun Tore. Er nahm bei der Fußball-Weltmeisterschaft 1994 in den USA, bei der Fußball-Weltmeisterschaft 1998 in Frankreich und bei der Fußball-Europameisterschaft 2000 in den Niederlanden und Belgien teil. In den USA schied er mit der norwegischen Mannschaft in der Gruppenphase aus und wurde bei allen Spielen eingesetzt. Erfolgreicher war er 1998 – dort war im Achtelfinale gegen Italien Endstation. Berg wurde dort ebenfalls in allen Spielen eingesetzt und bekam eine gelbe Karte. Bei der EM 2000 wurde er hingegen nur mehr ein Mal eingesetzt. Norwegen schied in den beiden Benelux-Staaten wie 1994 in der Gruppenphase aus. 

### Erfolge
- 3 × englischer Meister (1995 mit den Blackburn Rovers 1999, 2000 mit Manchester United)
- 1 × englischer Pokalsieger (1999 mit Manchester United)
- 1 × Champions-League-Sieger (1999 mit Manchester United)
- 1 × Weltpokalsieger (1999 mit Manchester United)
- 1 × englischer League-Cup-Sieger (2002 mit den Blackburn Rovers)
- Teilnahme an der Fußball-WM 1994 mit Norwegen (3 Einsätze)
- Teilnahme an der Fußball-WM 1998 mit Norwegen (4 Einsätze/ein Tor)
- Teilnahme an der Fußball-EM 2000 mit Norwegen (1 Einsatz)

## Trainerkarriere
Von 2005 bis September 2008 arbeitete Berg als Trainer von Lyn Oslo in Norwegen. Ab 2009 übernahm er Lillestrøm SK als Trainer. Seit dem 1. November 2012 arbeitete Berg bei seinem ehemaligen Club Blackburn Rovers als Trainer, wurde jedoch bereits nach 57-tägiger Amtszeit am 27. Dezember 2012 entlassen.
Ab dem 1. Januar 2014 war Berg Trainer bei Legia Warschau in der polnischen Ekstraklasa, mit denen er den Meistertitel holte. Nach jeweils einer Saison beim Videoton FC und Stabæk Fotball trainierte er von 2019 bis 2022 die Mannschaft von Omonia Nikosia in der zyprischen First Division
Seit dem 12. Juni 2022 ist er Trainer des zyprischen Klubs Paphos FC. Am 2. Juli 2023 gab der schwedische Klub AIK Solna die Verpflichtung Bergs als neuen Cheftrainer mit einem Vertrag bis Dezember 2025 bekannt. Mit dem bei Übernahme im Abstiegskampf befindlichen Klub schaffte er am Ende der Spielzeit 2023 den Klassenerhalt in der Allsvenskan. Nach einem guten Start in die folgende Saison mit 14 Punkten aus den ersten sieben Spielen folgte eine kleinere Schwächeperiode, in der Berg und Sportchef Thomas Berntsen sich uneins über die weitere Ausrichtung waren. In der Folge trennten sich Trainer und Klub im Juni 2024 vorzeitig. Kurz darauf übernahm Mikkjal Thomassen den Trainerposten beim schwedischen Klub.